# ادمزویلر
ادمزویلر (به فرانسوی: Adamswiller) یک کمون در فرانسه است که در Canton of Drulingen واقع شده‌است.

## خصوصیات
ادمزویلر ۳٫۴ کیلومترمربع مساحت و ۳۹۲ نفر جمعیت دارد.